# Palazzo Ripanti
Il Palazzo Ripanti è un'antica dimora nobiliare della città di Jesi, nelle Marche.
Costituito da due corpi di fabbrica, è uno dei più vasti complessi residenziali della città.
Sorge su Piazza Federico II occupandone tutto il lato sud-orientale, adiacente al Duomo e di fronte al complesso di San Floriano. 
Il Palazzo Nuovo accoglie il Museo diocesano.

## Storia e descrizione

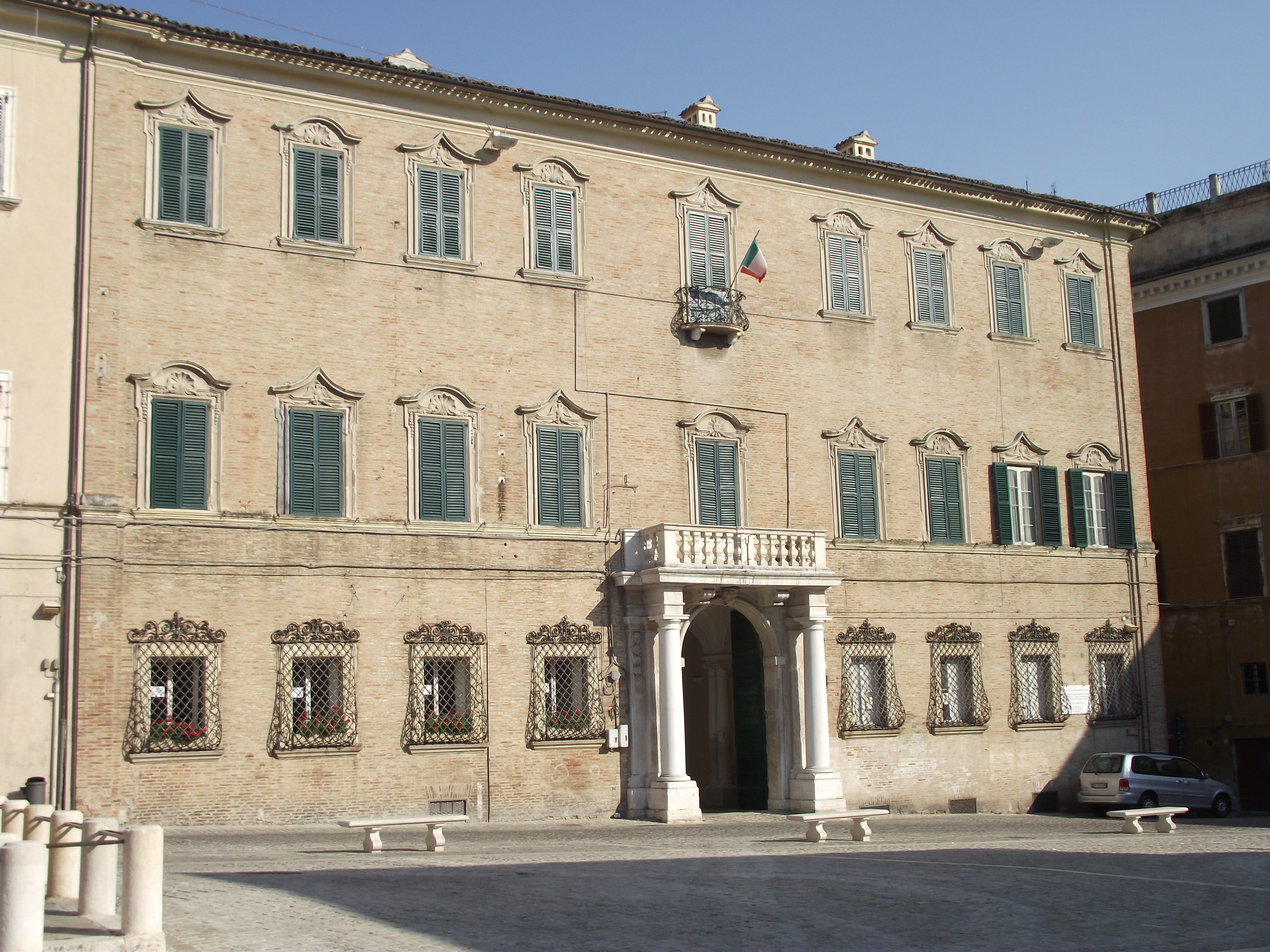
Palazzo Ripanti Vecchio, la facciata su piazza Federico II.

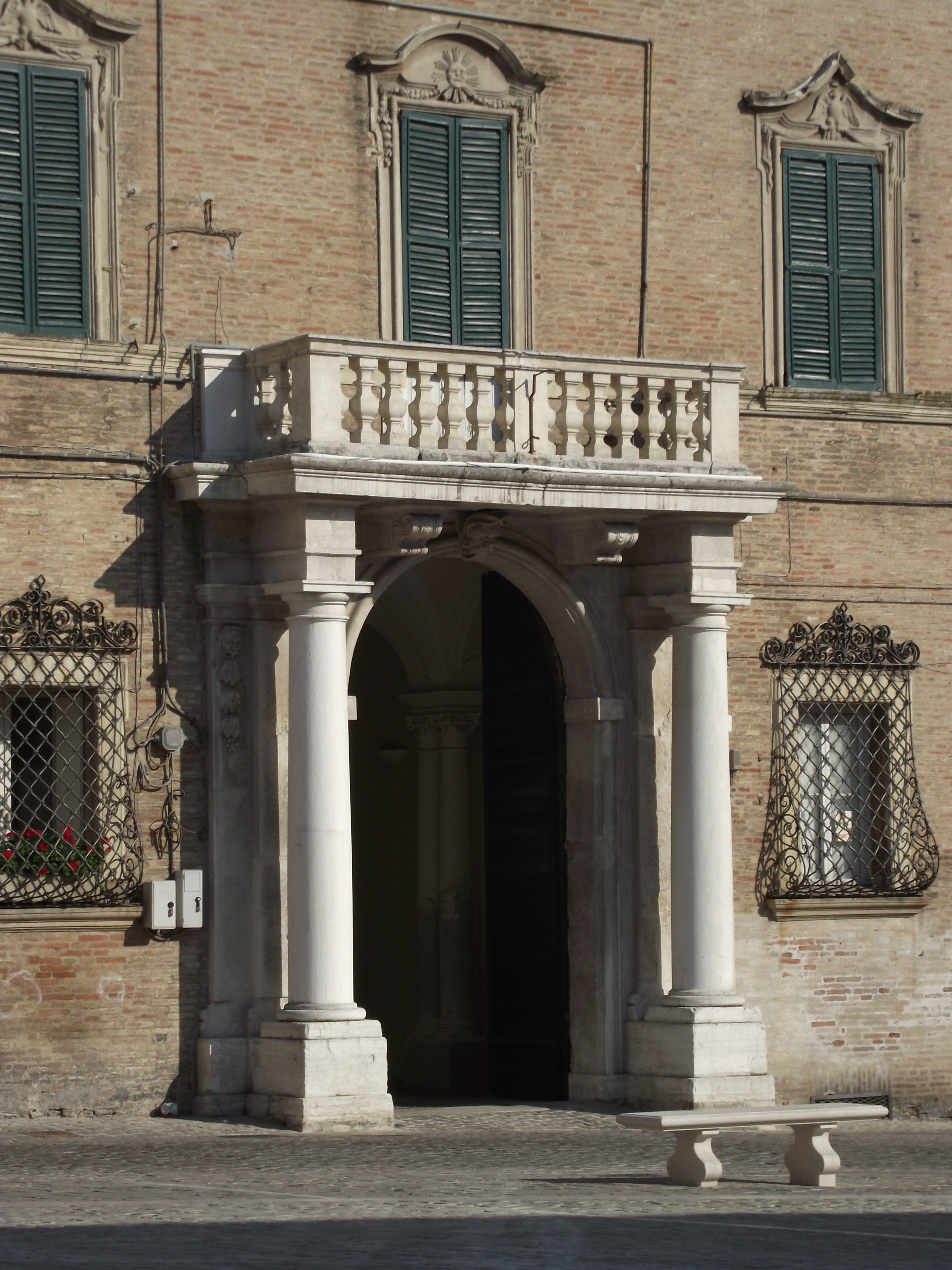
Il portale del palazzo vecchio.

Il nucleo originario, appartenente alla famiglia Ripanti, è quello in fondo alla piazza, angolo Costa Lombarda. La parte vicino al Duomo era anticamente l'Ospedale di Santa Lucia, fondato nel XV secolo. Con la costruzione del nuovo ospedale, fuori le mura, in fondo all'allora Via del Corso, la Confraternità di Santa Lucia trasferì l'ospedale nella nuova sede. Questa parte, dunque, venne acquistata nel 1724 dal conte Emilio Ripanti.
Con la ristrutturazione settecentesca della piazza i Ripanti saldarono i due palazzi attraverso l'arcone sovrastante il vicolo Santoni, e avanzarono tutta la costruzione, creando due cortili interni e causando la parziale celatura della facciata del duomo.
Nella seconda metà del XIX secolo, con l'estensione della famiglia Ripanti, i due palazzi passarono alla Curia vescovile.

### Palazzo Ripanti Vecchio
L'edificio di famiglia, Palazzo Ripanti Vecchio, venne ampiamente ristrutturato su progetto degli arceviesi Arcangelo e Andrea Vici (padre e figlio). Il doppio prospetto sulla piazza e su Costa Lombarda, in stile Tardobarocco, si sviluppa su tre livelli: due piani nobili e un pianoterra. La facciata sulla piazza è incentrata sull'imponente portale con balcone sorretto da due colonne ioniche. Le finestre del pianoterra sono chiuse da elaborate rate bombate in ferro battuto. I due ordini di finestre sono dominate da timpani curvilinei riportanti gli emblemi dello stemma di famiglia: la conchiglia, l'aquila e il sole. 
Un androne a colonne binate, ispirato a quello di Palazzo Pianetti, introduce alla corte interna, ove uno scalone monumentale presenta le statue dello scultore Gioacchino Varlè, giunto nelle Marche a seguito del Vanvitelli. 
I saloni del piano nobile presentano grandi soffitti a padiglioni con raffinati ed eleganti stucchi rococò nei toni di bianco e beige.

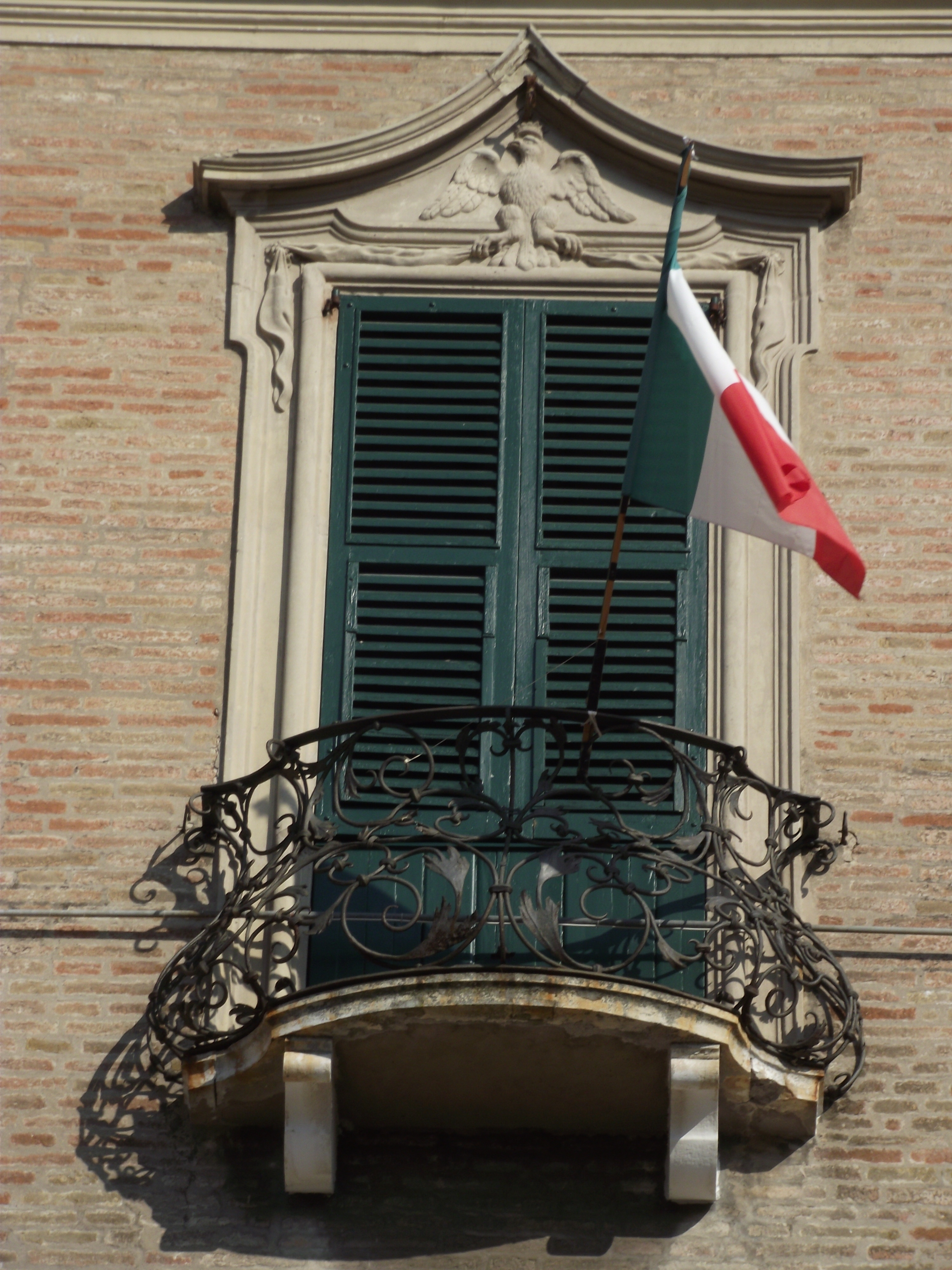
La finestra centrale del secondo piano
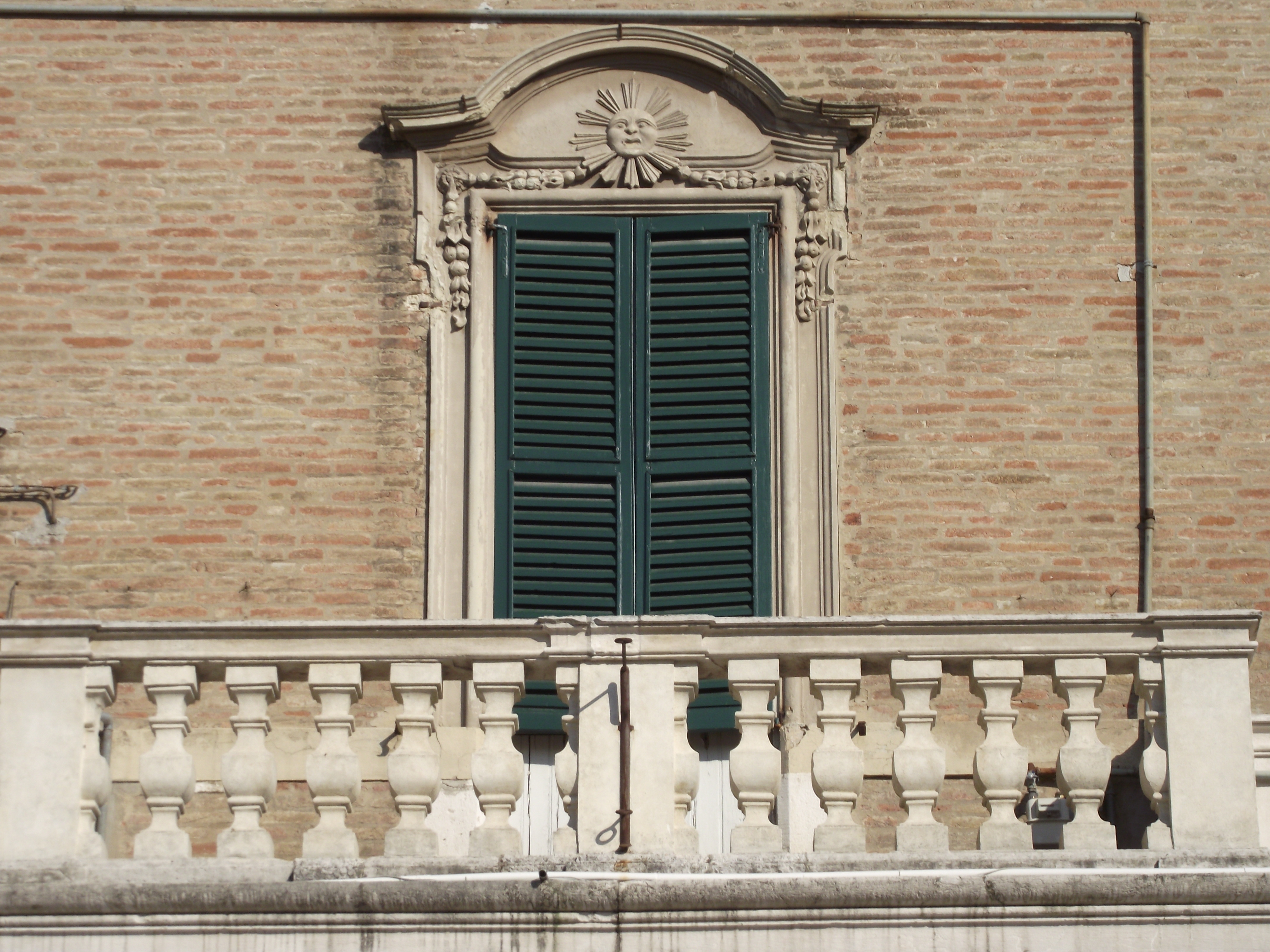
La finestra centrale del primo piano
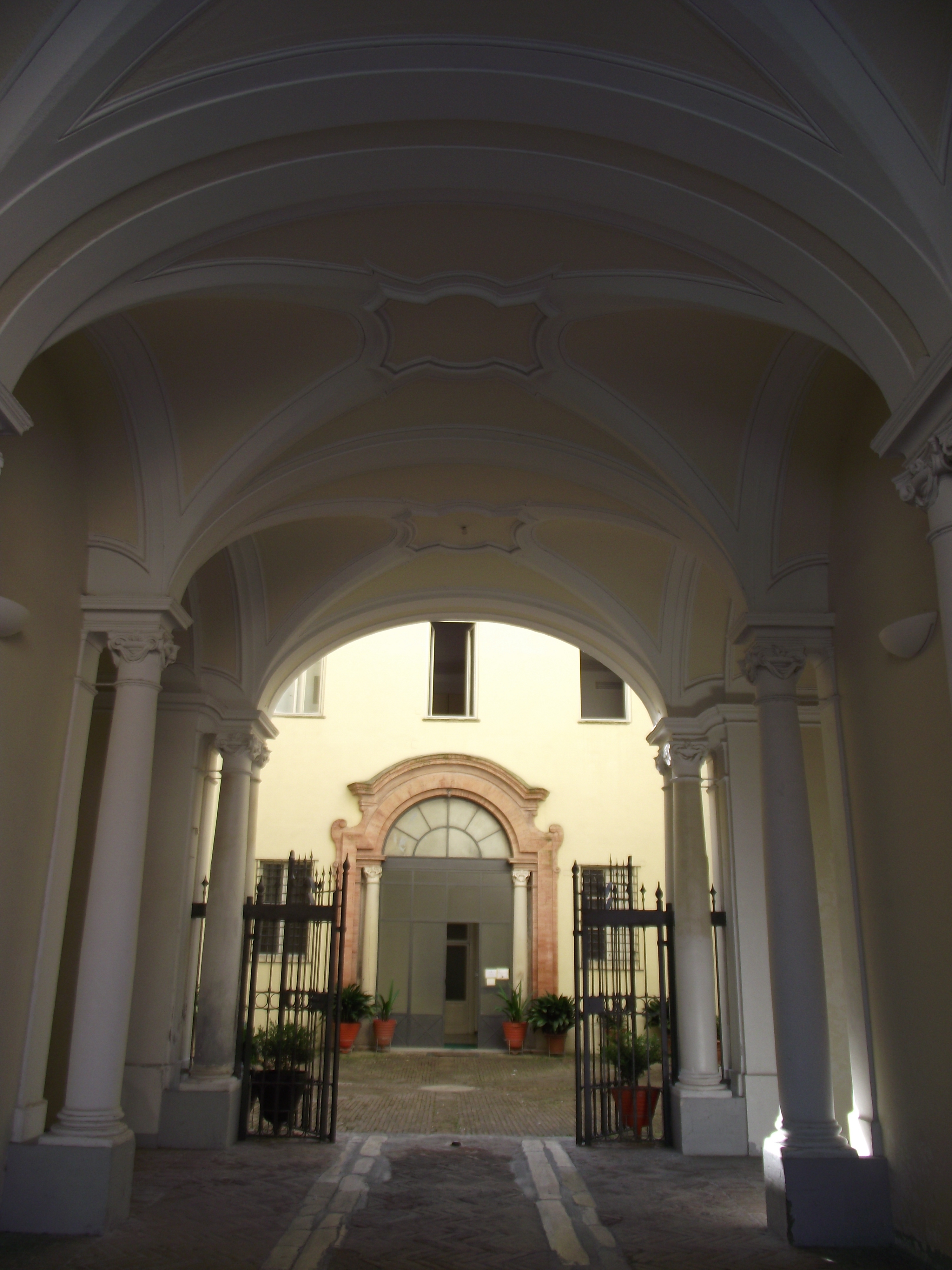
L'atrio d'ingresso
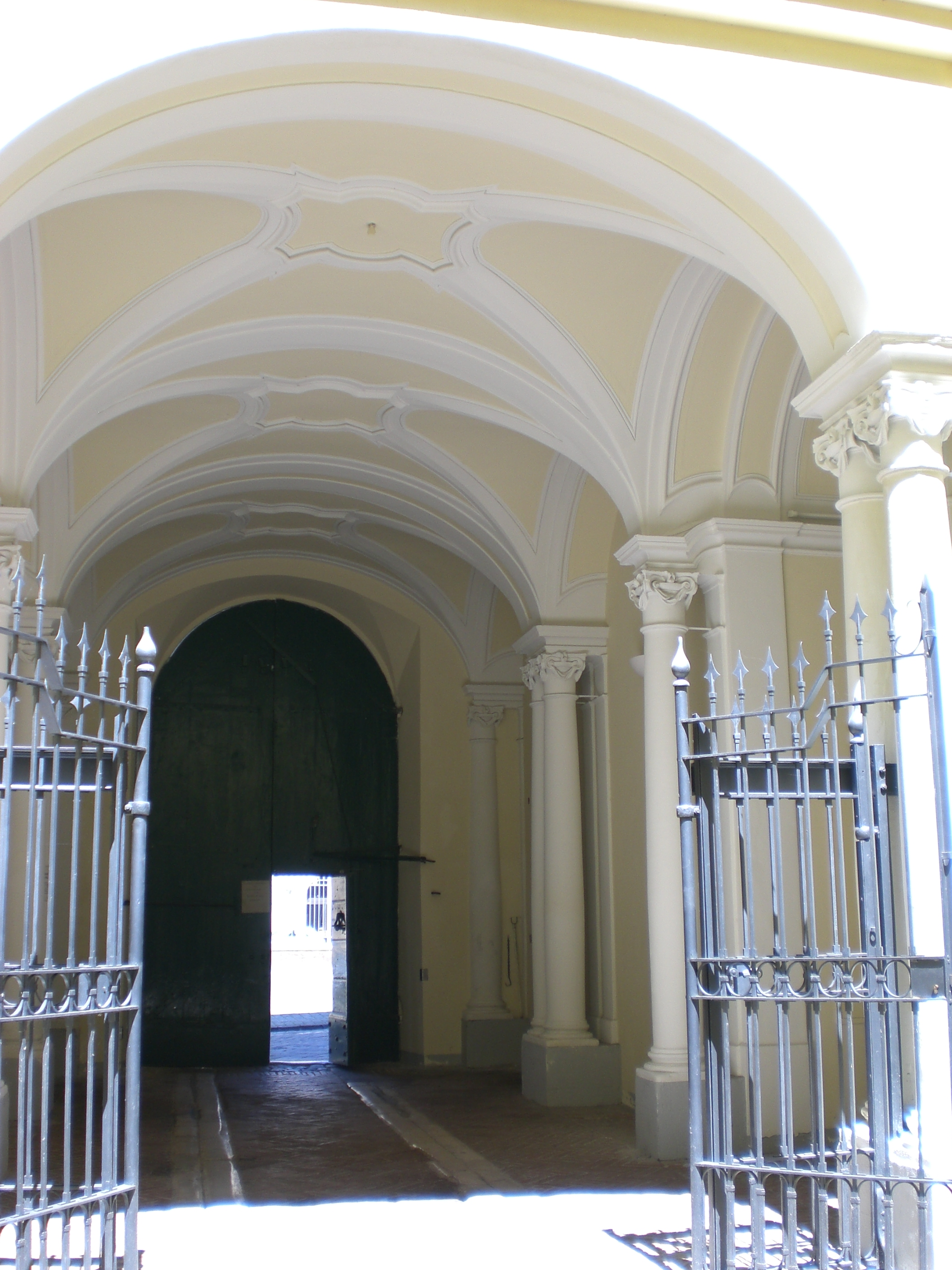
L'atrio d'ingresso
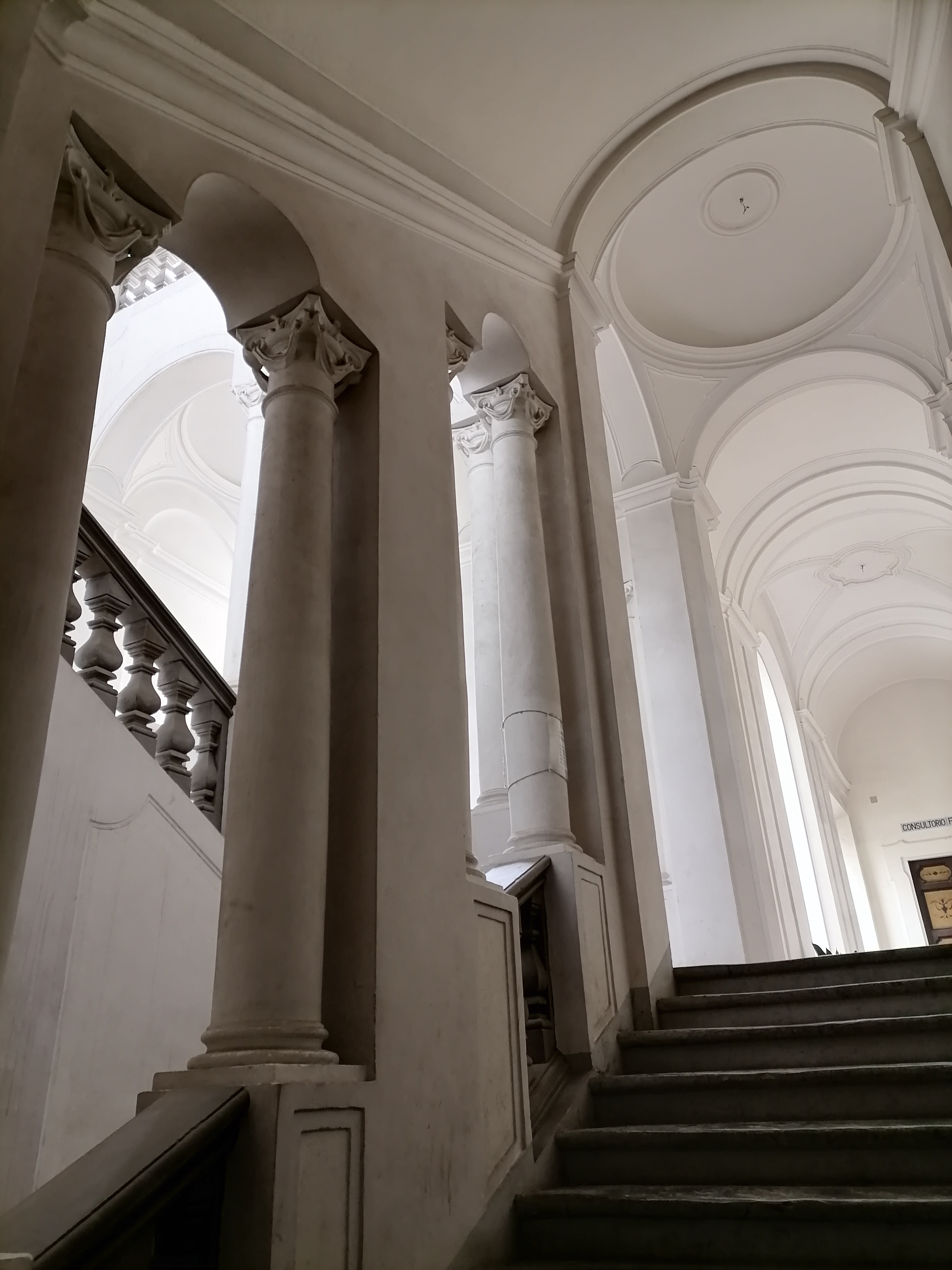
Lo scalone

### Palazzo Ripanti Nuovo

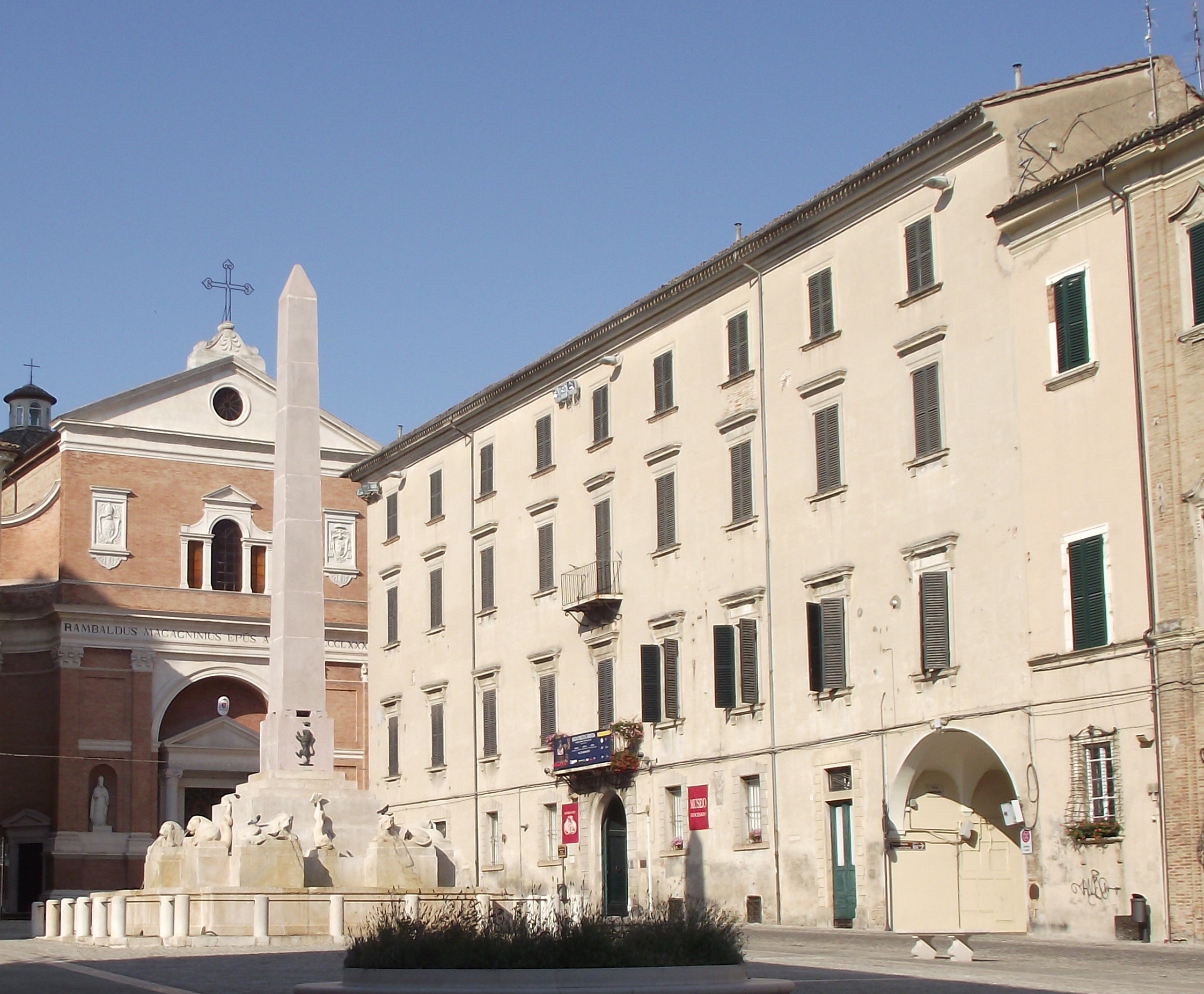
Palazzo Ripanti Nuovo

L'ex ospedale, detto da allora Palazzo Ripanti Nuovo, mantenne la sua facciata originale, oggi in fondo alla corte interna, e vi fu aggiunto al suo interno un nuovo scalone, il teatro e le sale decorate da Domenico Luigi Valeri.
Nel XIX secolo, con l'estinzione della famiglia Ripanti, il palazzo passò alla Curia vescovile che lo adibì prima a Seminario diocesano e attualmente a sede del Museo diocesano.

## Famiglia Ripanti
La famiglia Ripanti, di antico e nobile blasone, ebbe famosi giureconsulti, scrittori e prelati. Capostipite della famiglia fu un Gozzo o Gozzone signore della Ripe, il quale nel 1253 poneva sé e le sue terre sotto la protezione del Comune di Jesi. 
Si ricordano Guido, podestà di Fano nel 1255; Pietro Andrea, creato vescovo di Oppido nel 1536 dal pontefice Paolo III; Gabriele, podestà di Foligno nel 1588, poi pretore della città di Orvieto; Scipione, valoroso guerriero, che si fece onore nel 1595 alla presa di 
Strigonia che gli valse la nomina a senatore dal papa Clemente VIII; e Gabriele al quale il re Augusto III di Polonia conferì il titolo di marchese.
La famiglia si estinse nella seconda metà del XIX secolo.